# Miracle (酒井法子の曲)
「miracle」（ミラクル）は、2000年11月1日にリリースされた酒井法子の34枚目のシングル曲。

## 解説
オリジナル・アルバムには未収録。2002年の『NORIKO BOX』に初収録されたが予約限定のシングルBOXだったため、一般発売のアルバムへの収録は2007年の『大好き 〜My Moments Best〜』まで待つこととなる。

## 収録曲
- 全作詞：宮原芽映

1. miracle
  - 作曲編曲：村山晋一郎
2. 私だけでいて
  - 作曲：スティーブ・バラカット / 編曲：松原憲
3. miracle（Back track）
4. 私だけでいて（Back track）

## 収録アルバム
- NORIKO BOX
- 大好き 〜My Moments Best〜
- NORIKO BOX 30th Anniversary Mammoth Edition
- Premium Best